# هيلتون جيفرسون
هيلتون جيفرسون (بالإنجليزية: Hilton Jefferson)‏ هو عازف جاز أمريكي، ولد في 30 يوليو 1903 في دانبري في الولايات المتحدة، وتوفي في 14 نوفمبر 1968 في نيويورك في الولايات المتحدة.

## وصلات خارجية
- هيلتون جيفرسون على موقع ميوزك برينز (الإنجليزية)
- هيلتون جيفرسون على موقع أول ميوزيك (الإنجليزية)
- هيلتون جيفرسون على موقع ديسكوغز (الإنجليزية)